# Бурхард Мюллер фон дер Люхнен
Бурхард Мюллер фон дер Люхнен (нем. Burchard Müller von der Lühne; 10 марта 1604 — 22 июня 1670) — шведский военачальник, участник польско-шведский войн, Тридцатилетней войны и Второй Северной войны.

## Биография
Сын имперского офицера Бернхарда Мюллера и Люсии фон Штейнбах, дочери имперского полковника Якоба фон Штейнбаха. Его отец служил при императорах Максимилиане II и Рудольфе II, участвовал в боях с туркам-османами в Венгрии, после отставки проживал в Верденском герцогстве. Под влиянием своего отца Бурхард Мюллер в 1623 году поступил на службу в шведскую армию.
Первоначально Бурхард Мюллер воевал под командованием шведского полководца Якоба Делагарди против польско-литовских войск в Лифляндии. Во время Тридцатилетней войны сражался под началом шведского короля Густава II Адольфа. За заслуги в битве при Лютцене в 1632 году получил чин ротмистра. В битве при Нердлингене (1634) Бурхард Мюллер смог вырваться из вражеского окружения, затем служил под командованием шведских фельдмаршалов Юхана Банера и Леннарта Торстенссона. В 1636 году произведен в майоры, с 1641 года — полковник. В 1647 году Карл Густав Врангель произвел его в генерал-майоры.
После заключения Вестфальского мира (1648) Берхард Мюллер назначен шведским комендантом Грайфсвальда в Померании. В 1650 году награждён шведской королевой Кристиной и принял имя — Мюллер фон дер Люхнен из-за происхождения своей семьи из Люнебурга. В том же году он получил во владение замки Людвигсбург, Меллентин и Нетцов в Шведской Померании.
В 1655 году Бурхард Мюллер фон ден Люхнен принял участие во Второй Северной войне (1655—1660), в том же году участвовал в битве при Войниче и получил чин генерал-лейтенанта.
В ноябре-декабре 1655 года он безуспешно осаждал укрепленный католический монастырь Ясная Гора в Ченстохове. В битве при Клецко в апреле 1656 года Бурхард Мюллер командовал левым крылом шведской кавалерии под командованием фельдмаршала Карла Густава Врангеля. Из-за возраста и болезни он оставил военную службу и вышел на пенсию, став заместителем генерал-губернатора Шведской Померании Карла Густава Врангеля. Летом 1659 года Бурхард Мюллер руководил обороной города Альтдамма, осажденного австро-бранденбургской армией. После пятидневной осады он должен был сдать город и получил свободный пропуск в Анклам.
23-30 сентября 1659 года Бурхард Мюллер фон дер Люхнен руководил обороной замка Грайфсвальда от австро-бранденбургской армии под командованием курфюрста Фридриха Вильгельма, вынудив противника отступить. После отступления противника он разбил вражеский конный отряд на реке Пеене под Ярменом.

## Семья
Бурхард Мюллер фон дер Люхнен был с 1640 года женат Изабелле Марии Шмелинг (1619—1666), представительнице древнего померанского дворянского рода. У супругов было четыре сына и пять дочерей, в том числе:
- Карл Леонард Мюллер (1643—1707) — шведский генерал-лейтенант, комендант Щецина, заместитель шведского генерал-губернатора Померании. Женат на Маргарите фон Бюлов.
- Якоб Генрих Мюллер (ум. 1714).